# Битка на Киликийските порти
Битката на Киликийските порти е тежко поражение на арабските сили, командвани от Абдула ибн Рашид, от войските на византийския император Василий I през 878 г.
С оглавяването на славната македонска династия Василий се опитва да засили отбраната на Анатолия, като за целта се стреми да привлече в лагера си павликяните и арменците. След като преселва павликяните на Балканите, той решава да овладее подстъпите под Киликийските порти с цел да отреже веднъж завинаги възможността арабите да нахлуват в Анатолия, т.е. на Анатолийското плато.
Първият голям успех е превземането на крепостта Лоулоуас по пътя от Константинопол към Тарс. Арабският емир се опитва да противодейства, но се оказва, че не може да се върне назад от византийската територия в Кападокия, която плячкосва. Абдула ибн Рашид е пленен в близост до Киликийските порти, а армията му е унищожена от войската на темите от региона.
Малко след този успех 5 стратези атакуват Адана в Киликия, бележат успехи и настъпват и на територията на съседна Сирия, опустошавайки арабските владения в района (879).